# 圖拉站
圖拉站（羅馬化：Tulskaya）是莫斯科地鐵謝爾普霍夫－季米里亞澤夫線的一個車站，開通於1983年，是謝爾普霍夫－季米里亞澤夫線實驗階段的車站。車站名稱取自於俄羅斯城市圖拉。